# U-Bahnhof Karlsplatz (Essen)
Der U-Bahnhof Karlsplatz ist eine unterirdische Stadtbahnstation der Stadtbahn Essen im Essener Stadtteil Altenessen-Nord. Damit ist sie die nördlichste unterirdische Station der Stadtbahn Essen sowie eine Endstation dieser.

## Lage und Aufbau
Der U-Bahnhof verfügt über zwei Gleise mit Mittelbahnsteig. Sie können über Treppen, Rolltreppen sowie barrierefrei mit einer Aufzugsanlage erreicht werden. Nördlich des U-Bahnhofs befindet sich eine Kehranlage.

## Geschichte
Am 30. September 2001 wurde die Stadtbahnstation Karlsplatz im Zuge der Inbetriebnahme des unterirdischen Streckenabschnitts zwischen Universität und Karlsplatz für die beiden Stadtbahnlinien U11 und U17 eröffnet. Vorher fuhr hier die Straßenbahnlinie 106 auf der Altenessener Straße. Seit dem Tunnelbau endet diese vor dem Bahnhof Essen-Altenessen und wurde 2015 durch die Linie 108 auf dem Altenessener Abschnitt ersetzt.

## Bedienung
Der Stadtbahnhof wird heute von den Linien U11 und U17 bedient. Sie werden, wie auch der übrige ÖPNV, von der Ruhrbahn bedient.
| Linie | Verlauf | Takt (Mo–Fr) |
| ----- | --- | ------------ |
| U 11  | GE-Horst, Buerer Straße – Schloss Horst – GE-Horst, Fischerstraße – E-Karnap, Alte Landstraße – Boyer Straße – E-Karnap, Arenbergstraße – E-Altenessen, Heßlerstraße – II. Schichtstraße – U Karlsplatz – U Altenessen Mitte – U Kaiser-Wilhelm-Park – U Altenessen Bf – U Bäuminghausstraße – U Bamlerstraße – U Universität Essen – U Berliner Platz – U Hirschlandplatz – U Essen Hbf – U Philharmonie – U Rüttenscheider Stern – U Martinstraße – U Messe Ost/Gruga – Essen, Messe West/Süd/Gruga | 10 min       |
| U 17  | E-Altenessen, U Karlsplatz – U Altenessen Mitte – U Kaiser-Wilhelm-Park – U Altenessen Bf – U Bäuminghausstraße – U Bamlerstraße – U Universität Essen – U Berliner Platz – U Hirschlandplatz – U Essen Hbf – U Bismarckplatz – U Planckstraße – Gemarkenplatz – Holsterhauser Platz (Klinikum) – Halbe Höhe – Laubenweg – E-Margarethenhöhe | 10 min       |

Es bestehen Umsteigemöglichkeiten zu den folgenden Buslinien der Ruhrbahn:
| Linie   | Verlauf | Takt (Mo–Fr)               |
| ------- | --- | -------------------------- |
| 162 172 | Ringlinie Altenessen: Karlsplatz – Altenessen Mitte – Altenessen Bf – Rahmviertel – Karlsplatz Linie 162 verkehrt gegen den Uhrzeigersinn, die Linie 172 verkehrt im Uhrzeigersinn. | 30 min                     |
| 173     | Karlsplatz – Altenessen-Nord – Theobaldstr. – Katernberger Markt | 30 min (vormittags 60 min) |
| 183     | Altenessen Karlsplatz – Altenessen Bf – Kokerei Zollverein – Stoppenberg – Schonnebeck – Zollverein Nord Bf – Katernberger Markt                                                    | 30 min                     |

Der Nachtexpress hält an der benachbarten Haltestelle Karlstraße:
| Linie | Verlauf | Takt   |
| ----- | --- | ------ |
| NE1   | Essen Hbf – Rathaus Essen – Altenessen Bf – Altenessen Zeche Carl – Karlstraße – Essen-Karnap Boyer Straße – Essen-Karnap, Alte Landstraße – Gelsenkirchen-Horst, Essener Straße | 60 min |

## Weiterführende Informationen